# 小笠原忠脩
小笠原忠脩（1595年2月4日—1615年6月3日）是日本安土桃山時代至江戶時代初期的武將。信濃國松本藩的世嗣。父親是小笠原秀政。母親是登久姬（松平信康的女兒），因此是德川家康的曾外孫。

## 生平
在文祿3年12月25日（1595年2月4日）於下總國栗橋城出生，家中長男。幼名是幸松丸。在元服時，受第2代將軍德川秀忠下賜偏諱，於是改名為忠脩。慶長12年（1607年），受出家的父親秀政讓予家督。
慶長19年（1614年），在大坂冬之陣中，率領小笠原軍出陣，不過因為軍費而造成巨大負擔。翌年（1615年），在大坂夏之陣中，父親率領小笠原軍出陣。此時，雖然被任命為松本城的守備，卻在沒有得到幕府允許的情況下出陣，與父親會合。雖然違反命令，但是受家康以無懼處罰而出陣，讚賞勇氣和決斷力，並允許從軍。最後在天王寺岡山之戰中，與父親一同戰死。享年22歲。
因為長男長次還是年幼，於是小笠原氏的家督由弟弟忠真繼承。正室龜姬亦因為家康的命令，再嫁予忠真。

## 外部連結
- 武家家伝＿府中小笠原氏 （页面存档备份，存于）